# Eugryllodes cruciger
Eugryllodes cruciger är en insektsart som beskrevs av Lucien Chopard 1968. Eugryllodes cruciger ingår i släktet Eugryllodes och familjen syrsor. Inga underarter finns listade i Catalogue of Life.